# Ахет
|  |

|  |

|  |

|  |

|  |

|  |

|  |

|  |

Ахет — позначення в стародавньому єгипетському календарі часу повеней, розливів Нілу, які в Верхньому Єгипті (острів Елефантина) починалися як правило на початку червня і у дельті Нілу — 20-22 червня.

## Календар
У тісному зв'язку з періодом ахет, із самого виникнення обчислення календарного часу в Стародавньому Єгипті, стояла богиня Сопдет, втіленням якої була зірка Сіріус. У додинастичному Єгипті і аж до періоду Середнього царства включно «ахет» включає в себе місяці вепет-ренпет (початок червня — початок липня), техі (початок липня — початок серпня), менхет (початок серпня — початок вересня) й хут-херу (початок вересня — початок жовтня), та охоплює час з початку червня і до початку жовтня. Пізніше ці місяці іменуються Тот, Паофі, Хатіра і Хойак. З початком епохи Нового царства воно починається 31 серпня і завершується 28 грудня. Із закінченням періоду «ахет» починався час перет, а потім — час шему завершував календарний рік.